# 崔柱成
崔柱成 （朝鮮語: 최주성；英語: Choe Ju-Song；1996年1月27日—），朝鮮足球運動員，入選過朝鲜国家少年足球队、朝鲜国家青年足球队 及朝鮮國家足球隊。現在效力於朝鮮足球聯賽球會鴨綠江體育團。

## 簡歷
崔柱成在2016年首次入選朝鮮國家足球隊，在對越南國家足球隊中首次後備上陣，其比賽最後以2比5落敗。之後，更參與了2017年東亞足球錦標賽外圍賽第二圈，但沒有上陣，而朝鮮奪得第二圈資格賽冠軍並取得決賽席位。
此前，曾代表朝鮮國家少年足球隊參加2012年亞足聯U16少年錦標賽，在分組賽先後對韓國國家少年足球隊和日本國家少年足球隊中負給對方，沒能成功晉級準決賽。之後，代表朝鮮國家青年足球隊參加2014年亞足聯U19青年錦標賽，在對卡達國家青年足球隊的決賽中落敗而屈居亞軍，其後參加了2015年U20世界盃足球賽，對匈牙利國家青年足球隊中射進一球，但最後仍是落敗並在分組賽出局。。

## 國際賽進球
朝鮮U-20
| # | 日期         | 場地             | 對手   | 進球 | 比數 | 比賽                  |
| - | ------------ | ---------------- | ------ | ---- | ---- | --------------------- |
| 1 | 2015年6月1日 | 新西蘭新普利茅斯 | 匈牙利 | 1–1  | 1–5  | 2015年U20世界盃足球賽 |

朝鮮U-17
| # | 日期          | 場地     | 對手     | 進球 | 比數 | 比賽                            |
| - | ------------- | -------- | -------- | ---- | ---- | ------------------------------- |
| 1 | 2011年9月8日  | 朝鮮平壤 | 东帝汶   | 0–1  | 2–11 | 2012年亞足聯U16少年錦標賽資格賽 |
| 2 | 2011年9月8日  | 朝鮮平壤 | 东帝汶   | 0–3  | 2–11 | 2012年亞足聯U16少年錦標賽資格賽 |
| 3 | 2011年9月8日  | 朝鮮平壤 | 东帝汶   | 1–6  | 2–11 | 2012年亞足聯U16少年錦標賽資格賽 |
| 4 | 2011年9月8日  | 朝鮮平壤 | 东帝汶   | 1–8  | 2–11 | 2012年亞足聯U16少年錦標賽資格賽 |
| 5 | 2011年9月10日 | 朝鮮平壤 | 马来西亚 | 2–0  | 3–0  | 2012年亞足聯U16少年錦標賽資格賽 |
| 6 | 2011年9月10日 | 朝鮮平壤 | 马来西亚 | 3–0  | 3–0  | 2012年亞足聯U16少年錦標賽資格賽 |

## 榮譽

### 國家隊
朝鮮
- 東亞足球錦標賽外圍賽第二圈冠軍：2016年；

### 球會
鴨綠江體育團
- 普天堡火炬獎運動會冠軍：2016年；

## 連接
- 崔柱成在 National-Football-Teams.com 上的出场纪录
- Ju-Song Choe - Soccerway （页面存档备份，存于） （英文）